# Nerophis ophidion
Espèce
Statut de conservation UICN

 LC  : Préoccupation mineure
Nerophis ophidion, le nérophis ophidion ou nérophis à nez droit, est une espèce de  poissons marins appartenant à la famille des Syngnathidae.